# 衣掛

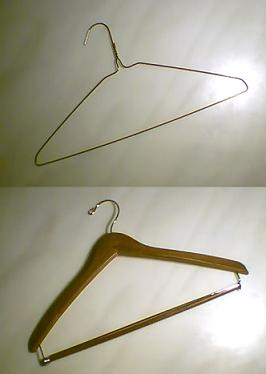
金属丝制衣掛（上）与木质衣掛（下）

衣挂，亦称衣架、衣钩、衣撑等，是一种用于悬挂衣物的装置。其大部分设计中的形状/轮廓如下：
- 人类肩膀的形状，以一种防止起皱的式样设计，进而方便悬挂大衣、夹克、毛衣、衬衫、罩衫或连衣裙，其下部横杆则可用于悬挂裤子或短裙。

- 夹钳形，用于悬挂裤子、短裙或蘇格蘭裙的夹子。（两种类型可以组合成一个衣架。）

衣掛最初的设计目的是让人们快速取用衣服，并在家中指定一个区域来存放衣服。它还用于保持衣服干燥或不起皱。

## 来历
現代的衣架是1869年O. A. North發明了一個類似掛衣鉤的物件並獲得專利。這可算是最簡單的鐵線衣架。1903年，Timberlake Wire and Novelty員工Albert J. Parkhouse得到了首個真正關於鐵線衣架的專利。他發明的原因是其他員工覺得太少掛衣鉤可用，於是他將一條鐵線扭曲，催使了發明了現代衣架。形狀似人的肩膀，晾曬或放入衣櫃。